# Beitun
Beitun (chiń. 北屯; pinyin Běitún; ujg. بېيتۇن, Beytun) – miasto na prawach podprefektury w północno-zachodnich Chinach, w regionie autonomicznym Sinciang, nad Irtyszem. W 2011 roku liczba mieszkańców miasta wynosiła 76 300.

## Historia
W 1958 roku utworzono na tym terenie sztab 10. Dywizji Korpusu Produkcji i Budownictwa Sinciangu. Decyzję o budowie miasta podjęto w 1997 roku. Miejscowość otrzymała prawa miejskie 28 grudnia 2011 roku.